# Vườn quốc gia Aulavik
Vườn quốc gia Aulavik (Inuvialuktun: nơi mọi người đi du lịch) là một công viên quốc gia nằm trên đảo Banks thuộc Lãnh thổ Tây Bắc của Canada. Nó được biết đến với việc tiếp cận sông Thomsen, một trong những con sông có thể điều hướng xa nhất ở Bắc Mỹ. Vuờn quốc gia này là một công viên bay trong và bảo vệ khoảng 12.274 kilômét vuông (4.739 dặm vuông) của vùng đất thấp Bắc Cực ở cuối phía bắc của hòn đảo. 
Nằm ở phần phía bắc của Đảo Banks và sa mạc lạnh tại Aulavik là nơi có mật độ loài Bò xạ hương lớn nhất thế giới, cũng như loài Tuần lộc Bắc Cực đang bị đe dọa tuyệt chủng.